# Konstantin Iwanowitsch Ostroschski

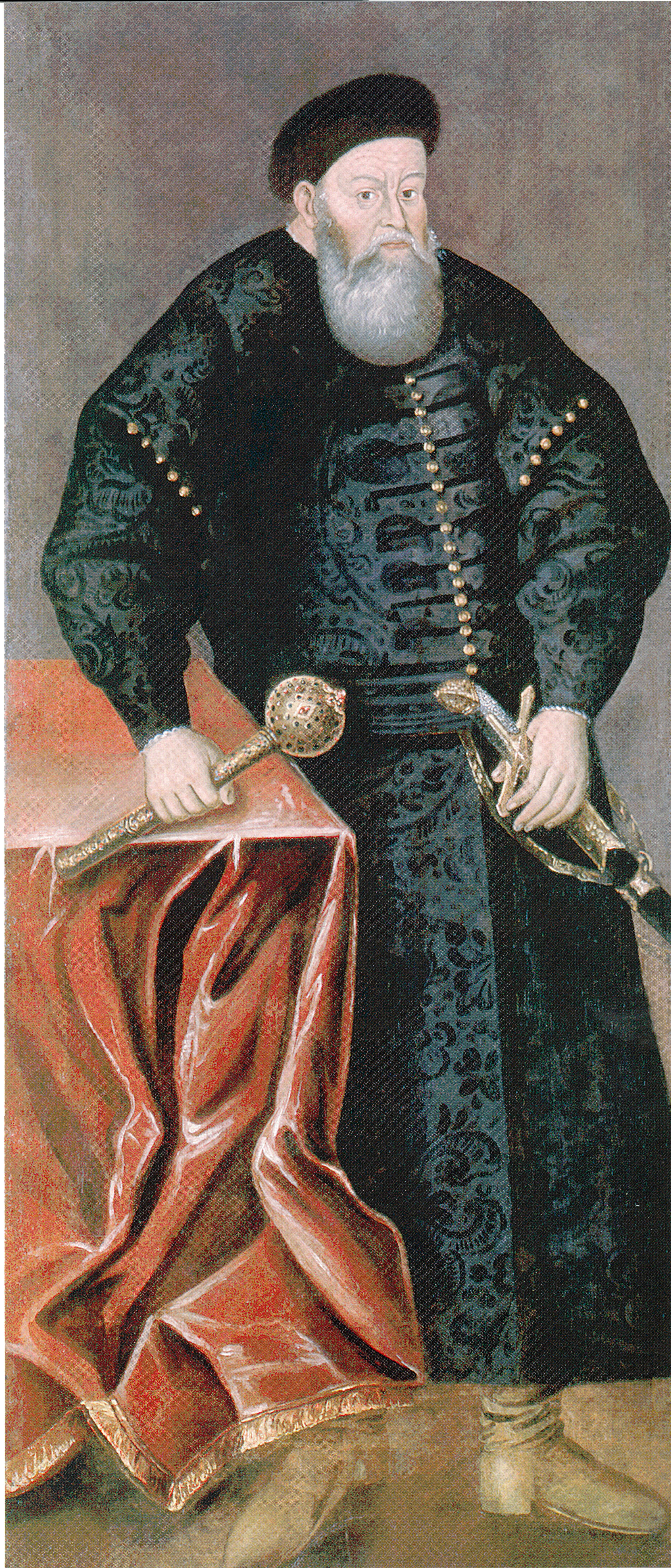
Konstantin Ostroschski mit dem Hetmansstab in der rechten Hand, Gemälde aus dem 16. Jahrhundert

Konstantin Iwanowitsch Ostroschski (polnisch Konstanty Iwanowicz Ostrogski, ruthenisch Константин Иванович Острожский, lateinisch Constantinus in Ostrog, litauisch Konstantinas Ostrogiškis, ukrainisch Костянтин Іванович Острозький Kostjantyn Iwanowytsch Ostroskyj; * um 1460; † 10. August 1530) war ein ruthenischer Fürst und Magnat aus dem Haus Ostrogski. Er war Großhetman von Litauen (1497–1530), außerdem Starost, Marschall von Wolhynien (1507–1522), Kastellan von Wilna (1511–1522) und Woiwode von Troki (1522–1530).

## Leben
Konstantin war der Sohn von Iwan Ostroschski († ca. 1465) und einer namentlich nicht bekannten Tochter des Fürsten Iwan Belski († ca. 1446) aus dem Haus Gediminas.
Ostroschski begann seine militärische Karriere unter König Johann Albrecht. Er nahm an den erfolgreichen Kriegszügen gegen die Krimtataren und das Großfürstentum Moskau teil. Für seinen Sieg nahe Otschakiw gegen ein Heer des Krimkhans Mehmed I. Giray wurde er mit dem Titel des Großhetmans von Litauen belohnt. Er war der erste Träger dieses Titels überhaupt.
Ostroschski wurde 1500 während des Russisch-Litauischen Krieges in der Schlacht an der Wedrosch besiegt und geriet für sechs Jahre in die Gefangenschaft des Moskauer Großfürsten Iwans III. Schließlich leistete er 1506 einen Treueeid auf Großfürst Wassili III., darüber hinaus bürgte für ihn der Moskauer Metropolit Simon. Ostroschski wurde in den Rang eines Bojaren erhoben und bekam den Befehl über Teile des Heeres. Doch bereits 1507 brach Ostroschski während eines Besuchs im Grenzgebiet den Eid und floh nach Litauen.
König Sigismund I. erlaubte ihm, seinen alten Posten als Großhetman Litauens wieder aufzunehmen. 1508 wurde ihm die Herrschaft über die von Tataren zerstörte Stadt Turow übergeben, was auch aus dem Evangelistar von Turow hervorgeht. 1512 siegte er als einer der militärischen Hauptführer Polen-Litauens in der Schlacht bei Wyschniwez im heutigen Oblast Ternopil über krimtatarische Truppen.
1514, während des Russisch-Litauischen Krieges 1512–1522, wurde Ostroschski Oberbefehlshaber aller Truppen sowohl der litauischen, wie auch der polnischen. Unter seinen Untergebenen waren Georg „Herkules“ Radziwiłł, Janusz Świerczowski, Wojciech Sampoliński und der spätere Großhetman der polnischen Krone Jan Amor Tarnowski. Am 8. September 1514 erzielte er einen glanzvollen Sieg, als er mit seinem Heer, die Streitmacht von Wassili III. in der Schlacht bei Orscha vernichtend in die Flucht schlug. Sein Sieg bei Orscha brachte Litauen allerdings keine territorialen Vorteile. Die durch Russland eroberte wichtige Festung Smolensk mit Umland konnten die Litauer nicht zurückerobern. Der Sieg über die "mit Satan verbündeten Schismatiker" wurde jedoch propagandistisch ausgeschlachtet und in seiner Bedeutung vielfach übertrieben, um eine Allianz Russlands mit dem Heiligen Römischen Reich zu verhindern und die Unterstützung des Papstes zu sichern.
Im Jahr 1517 scheiterte Ostroschski mit der Belagerung der russischen Grenzfestung Opotschka.
Im Bund mit dem Kiewer Woiwoden Andrij Nemyrowytsch und dem Starosten von Tscherkassy, Ostap Daschkewytsch, siegte er 1527 in der Schlacht bei Olschaniza, in der Nähe von Kiew, abermals über das Krimkhanat und befreite tausende Menschen, die die Krimtataren in die Sklaverei auf die Krim trieben.
Konstantin Ostroschski starb 1530 als geachteter Feldherr und Politiker.

## Nachlass

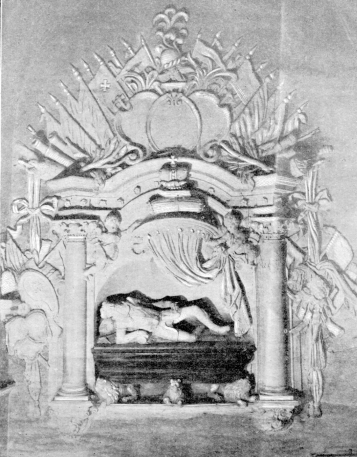
Verschollenes Grabmal Ostroschskis im Kiewer Höhlenkloster

Trotz seiner Loyalität zu den katholischen Königen Polens sowie seiner Fehde mit dem orthodoxen Großfürstentum Moskau blieb Ostroschski in der Tradition seiner Familie bis zuletzt selbst christlich-orthodox. Er förderte den Bau orthodoxer Kirchen und Schulen für orthodoxe Kinder. Als einer der reichsten Magnaten orthodoxen Glaubens in Polen-Litauen wurde er 1579 in der Mariä-Entschlafens-Kathedrale im Kiewer Höhlenkloster begraben. Die Einfassung des Grabmals wurde 1718 durch ein Feuer zerstört. Seit dem Zweiten Weltkrieg ist es verschollen. Im Amt des Großhetman Litauens folgte ihm am 20. März 1531 Jerzy Radziwill nach.

## Ehe und Nachkommen
Konstantin Ostroschski war ab etwa 1509 in 1. Ehe mit Anna Tatjana Ostroschska († ca. 1522) verheiratet, aus dem Fürstenhaus Holszański. In 2. Ehe heiratete er 1523 Alexandra Ostroschska († ca. 1555), aus dem Fürstenhaus Olelkowicz Słucki. Aus beiden Ehen gingen zwei Söhne hervor:
- (1) Ilia Ostrogski († 1539), litauisch-ruthenischer Fürst und Staatsbeamter (Starost)
- (2) Konstanty Wasyl Ostrogski († 1608), litauisch-ruthenischer Fürst und Staatsbeamter (Starost, Woiwode, Marschall)[5]